# Fishia yosemitae
Fishia yosemitae är en fjärilsart som beskrevs av Augustus Radcliffe Grote 1873. Fishia yosemitae ingår i släktet Fishia och familjen nattflyn. Inga underarter finns listade i Catalogue of Life.